# Hyperolius picturatus
Hyperolius picturatus là một loài ếch thuộc họ Hyperoliidae.
Loài này có ở Bờ Biển Ngà, Ghana, Guinea, Liberia, Sierra Leone, và có thể cả Togo.
Môi trường sống tự nhiên của chúng là rừng ẩm vùng đất thấp nhiệt đới hoặc cận nhiệt đới, sông ngòi, vườn nông thôn, và rừng trước đây suy thoái nghiêm trọng.
Chúng hiện đang bị đe dọa vì mất môi trường sống.